# Ворошилов (сторожовий корабель)
«Ворошилов» — радянський річковий сторожовий корабель, облаштований на початку Німецько-радянської війни з мобілізованого парового колісного буксира.

## Історія служби
Паровий колісний буксир побудовано у 1937 році на заводі «Ленінська кузня» у Києві на честь Ворошилова К. Є., відомого радянського військового та політичного діяча.
З початком війни «Ворошилова» мобілізовано 23 червня 1941 року за передвоєнним планом та 5 липня повністю переоблаштовано у військовий корабель на заводі ім. І. В. Сталіна у Києві.
12 липня «Ворошилов» (у військових документах дається також і номерна назва «СК-6») включено до складу Пінської військової флотилії (ПВФ). Його командиром став лейтенант Турянський В. П.
До 16 липня корабель знаходився під Києвом, потім він прибув до містечка Ржищів. До 20 липня займався нічним патрулюванням ріки на ділянці Ржищів — Григорівка. У період 21 липня — 6 серпня сторожовик патрулював Дніпро у тому ж районі разом з плавбазою «Білорусія». 6 серпня «Ворошилов», прикриваючі рух моніторів «Флягін» та «Лєвачов», провів свій перший бій з супротивником, що вийшов до наддніпрянського села Щучинка. З 7 серпня «Ворошилов» знаходився у Каневі, займався патрулюванням ріки на ділянці Канів — Черкаси.
16 серпня німецькі війська захопили місто Канів. У цей момент сторожовик знаходився на стоянці 20-25 км нижче Канева. Таким чином він разом з кількома іншими кораблями ПВФ (наприклад, канонерський човен «Смольний», монітори «Лєвачов» та «Ростовцев») опинився відрізаним від штабу та постачальних баз флотилії у Києві. Радянське командування не залучило «Ворошилова» до прориву до Києва з технічних причин. Тому з 17 серпня сторожовий корабель діяв у районі дніпровської затоки Лезерень та брав участь у обороні міста Черкаси. Під час відступу радянських військ з рубежів ріки Дніпро 17 вересня 1941 року власний екіпаж затопив свій корабель за наказом командування 38-ї армії. 6 жовтня «Ворошилова» виключено із списків кораблів ВМФ за наказом командуючого флотом.